# Shangwua
Shangwua Yu J.Wang, Raab-Straube, Susanna & J.Quan Liu, 2013 è un genere di piante angiosperme dicotiledoni della famiglia delle Asteraceae.

## Etimologia
Il nome Shangwua è stato dato in onore del Prof. Shangwu Liu, un tassonomista che ha dato un contributo importante alla comprensione delle Compositae dell'altopiano Qinghai-Tibetano.

## Descrizione
Comprende piante erbacee perenni o arbustivo con portamento legnoso di tipo monocarpico. Nelle radici (in genere rizomatose) sono sempre presenti dei condotti resinosi, meno frequenti nelle parti aeree; mentre solamente nelle parti aeree sono presenti delle cellule latticifere. I fusti sono solitari, eretti, e molto ramificati e riccamente frondosi.
Le foglie in genere cauline sono disposte in modo alternato. Sono sia sessili che brevemente picciolate. La lamina nella maggioranza dei casi è indivisa e semplice, in genere glabre sulla superficie adassiale e densamente tomentose di sotto. Sono presenti delle ghiandole sessili.
Le infiorescenze (composte da capolini omogami numerosi o pochi) sono scapose o di tipo corimboso. I capolini discoidi contengono solo fiori tubulosi e sono formati da un involucro a forma più o meno cilindrica composto da brattee (o squame) disposte su più serie all'interno delle quali un ricettacolo fa da base ai fiori. Le squame dell'involucro, di tipo coriaceo, colore paglierino con margini membranosi di colore bruno o nero, sono disposte in modo embricato. Il ricettacolo a protezione della base dei fiori è piatto e provvisto di setole alveolari.
I fiori tubulosi sono tetra-ciclici (ossia sono presenti 4 verticilli: calice – corolla – androceo – gineceo) e pentameri (ogni verticillo ha 5 elementi). I fiori sono ermafroditi e actinomorfi. È presente una palea per fiore lunga 1,2 – 2 cm.
- Formula fiorale:

- /x K {\displaystyle \infty }, [C (5), A (5)], G 2 (infero), achenio

- Calice: i sepali del calice sono ridotti ad una coroncina di squame.
- Corolla: la corolla è tubolare e glabra; i lobi della corolla sono molto corti (il tubo è lungo 2 - 3 volte i lobi).
- Androceo: gli stami sono 5 con filamenti liberi, glabri e distinti, mentre le antere, provviste di corte e indivise appendici, sono saldate in un manicotto (o tubo) circondante lo stilo.[11]
- Gineceo: lo stilo (lungo 1,5 – 2 mm) è filiforme con un nodo peloso ispessito;  gli stigmi dello stilo sono due divergenti. L'ovario è infero uniloculare formato da 2 carpelli.

Il frutto è un achenio con un pappo. Il pericarpo dell'achenio possiede delle sclerificazioni radiali spesso provviste di protuberanze. Gli acheni sono glabri e cilindrici. Il pappo formato da setole piumose di colore dal paglierino al brunastro è inserito su una piastra apicale all'interno di una anello di tessuto parenchimatico. Le setole sono disposte su una sola serie e sono persistenti.

## Biologia
- Impollinazione: l'impollinazione avviene tramite insetti (impollinazione entomogama tramite farfalle diurne e notturne).
- Riproduzione: la fecondazione avviene fondamentalmente tramite l'impollinazione dei fiori (vedi sopra).
- Dispersione: i semi (gli acheni) cadendo a terra sono successivamente dispersi soprattutto da insetti tipo formiche (disseminazione mirmecoria). In questo tipo di piante avviene anche un altro tipo di dispersione: zoocoria. Infatti le brattee dell'involucro possono agganciarsi ai peli degli animali di passaggio disperdendo così anche su lunghe distanze i semi della pianta.

## Distribuzione
Le specie di questo genere si trovano in Asia orientale con habitat montani. Pamir, Hindukush, Karakorum, bordo meridionale dell'altopiano Qinghai-Tibetano dell'Himalaya occidentale e montagne Hengduan nello Yunnan e Sichuan.

## Tassonomia
La famiglia di appartenenza di questa voce (Asteraceae o Compositae, nomen conservandum) probabilmente originaria del Sud America, è la più numerosa del mondo vegetale, comprende oltre 23.000 specie distribuite su 1.535 generi, oppure 22.750 specie e 1.530 generi secondo altre fonti (una delle checklist più aggiornata elenca fino a 1.679 generi). La famiglia attualmente (2021) è divisa in 16 sottofamiglie.
La tribù Cardueae (della sottofamiglia Carduoideae) a sua volta è suddivisa in 12 sottotribù (la sottotribù Xerantheminae è una di queste).

### Filogenesi
Il genere Shangwua appartiene alla sottotribù Xerantheminae (tribù Cardueae, sottofamiglia Carduoideae). In precedenza il genere era descritto nel gruppo informale "'Xeranthemum group" all'interno della sottotribù Carduinae.
Un recente studio, in base ad analisi di tipo filogenetico, ha confermato la descrizione di questo nuovo genere all'interno gruppo Xerantheminae/Xeranthemum Group. La posizione di questo genere, nell'ambito della sottotribù, è basale (si è separato precocemente dal resto del gruppo). Storicamente le specie di questo genere erano descritte all'interno del genere Saussurea sect. Jacea Lipsch, 1954.

### Elenco delle specie
Il genere comprende le seguenti 3 specie:
- Shangwua denticulata (DC.) Raab-Straube & Yu J.Wang
- Shangwua jacea  (Klotzsch) Yu J.Wang & Raab-Straube
- Shangwua masarica  (Lipsky) Yu J.Wang & Raab-Straube

### Chiave analitica per le specie
Per meglio comprendere ed individuare le specie del genere, l’elenco seguente utilizza in parte il sistema delle chiavi analitiche (vengono cioè indicate solamente quelle caratteristiche utili a distingue un ente dall'altro):
- Gruppo 1A: le foglie centrali del fusto (lunghe più di 6 cm) hanno delle forme lanceolate con margine seghettato o dentellato;

Shangwua denticulata
- Gruppo 1B: le foglie centrali del fusto (lunghe meno di 6 cm) hanno delle forme da ovate a ellittiche con il margine intero o minutamente denticolato

- Gruppo 2A: le foglie (ovate o ellittiche) sono larghe più di 2 cm con margine intero, e abassialmente sono generalmente verdi, glabre ma densamente ghiandolari;

Shangwua jacea
- Gruppo 2B: le foglie (ovate) sono larghe meno di 2 cm con margine minutamente dentellato, e abassialmente sono generalmente biancastre, e densamente aracnoide-tomentose;

Shangwua masarica